# Вигаданий запис
Вигаданий запис, також фальшивий запис, слово-привид, ніщо-стаття (англ. nihil article) — навмисно зроблений, хибний запис у довідниках, таких як словники, енциклопедії, мапи, каталоги тощо. 

## Сутність
Записи в довідниках зазвичай походять з надійних зовнішніх джерел, тоді як для вигаданих записів таких джерел не існує. Особливим випадком таких записів є копіпастка (англ. copyright trap), коли автор створює його щоб у майбутньому виявити плагіат або порушення авторського права.

## Походження терміна
В англійській мові для цього поняття існують такі неологізми, як nihilartikel ніщо (лат. nihil) і стаття (нім. artikel) і mountweazel, що його запровадив щотижневик The New Yorker, ґрунтуючись на вигаданому біографічному записі в Columbia Encyclopedia від 1975 року.
Ігор Качуровський запровадив термін слово-привид — слово, що виникло внаслідок неправильно прочитаного певного тексту, чиєїсь помилки на письмі чи вигадки.

## Приклади
Приклад такого слова можна побачити у Миколи Хвильового, який проголошуючи «азійський ренесанс», вигукував: «Гряде новий Рамаян!» Очевидно, йшлося про головного персонажа пам'ятки індійської літератури «Рамаяни» — Раму.